# Азиатски гепард
Азиатският гепард (Acinonyx jubatus venaticus) e рядък подвид азиатски гепард разпространен в миналото в страните от Близкия изток и Индия. Днес се среща единствено в Иран в отделни разпокъсани популации. Предполага се, че представителите на подвида са около 200 броя възрастни.
Основна плячка за представителите са различни видове местни тревопасни като антилопи и газели, диви овце и кози и зайци.
Азиатският гепард е тясно свързан с историята и културата на народите от тази част на Азия. Дълго време е използван за лов на дивеч от местните аристократи, а ограничаването броя на тревопасните животни води и до неговото намаляване. Така само за две три столетия той изчезва от редица страни за да достигне до днешното си състояние. Страни като Индия и Пакистан днес разработват програми за неговото реинтродуциране.